# Ekerö landskommun
Ekerö landskommun var en tidigare kommun i Stockholms län.

## Administrativ historik
Kommunen bildades vid kommunreformen 1862 ur Ekerö socken i Färentuna härad i Stockholms län.
Vid kommunreformen 1952 inkorporerades Adelsö landskommun, Lovö landskommun och Munsö landskommun.
Kommunen ägde bestånd fram till 1971 då den gick upp i Ekerö kommun.
Kommunkoden var först 0225 (1952-1967), därefter ändrad till 0125 (1968-1970).
Kommunen hade inget vapen.

### Kyrklig tillhörighet
I kyrkligt hänseende tillhörde kommunen Ekerö församling. Den 1 januari 1952 tillkom Adelsö församling, Lovö församling och Munsö församling.

## Geografi
Ekerö landskommun omfattade den 1 januari 1952 en areal av 131,54 km², varav 131,06 km² land. Efter nymätningar och arealberäkningar färdiga den 1 januari 1955 omfattade landskommunen den 1 januari 1961 en areal av 134,00 km², varav 133,79 km² land.

### Tätorter i kommunen 1960
| Tätort        | Folkmängd |
| ------------- | --------- |
| Träkvista     | 582       |
| Drottningholm | 469       |
| Tappström     | 343       |

Tätortsgraden i kommunen var den 1 november 1960 36,0 procent.

## Politik

### Mandatfördelning i valen 1938–1966
| 1 | 13 | 6 |

| 17 | 3 |

| 1 | 13 | 6 |

| 16 | 4 |

| 2 | 10 | 8 |

| 16 | 4 |

|  | 16 | 6 | 8 | 4 |

| 30 | 5 |

|  | 15 | 5 | 9 | 5 |

| 30 | 5 |

|  | 16 | 6 | 5 | 7 |

| 29 | 6 |

|  | 16 | 6 | 6 | 6 |

| 30 | 5 |

| 2 | 12 | 6 | 7 | 8 |

| 29 | 6 |